# Peripsychoda kratkensis
Peripsychoda kratkensis är en tvåvingeart som först beskrevs av Quate 1967.  Peripsychoda kratkensis ingår i släktet Peripsychoda och familjen fjärilsmyggor. Inga underarter finns listade i Catalogue of Life.